# Campodarsego
Campodarsego är en ort och kommun i provinsen Padova i regionen Veneto i Italien. Kommunen hade 14 809 invånare (2018).